# Озеров, Юрий Александрович
Юрий Александрович Озеров (род. 18.08.1965) — российский государственный и хозяйственный деятель. Глава управы Выхино-Жулебино города Москвы (с 2020).

## Биография
В 1987 году окончил Российский Государственный Аграрный Университет — МСХА им. К. А. Тимирязева, специальность: учёный агроном-эколог по специальности агрохимия и агропочвоведение.

### Трудовая биография
1987—1988 гг. — Агроном-агрохимик Совхоза им. Чехова Чеховского района Московской области
1988—1996 гг. — Главный агроном Совхоза им. Чехова
1996—2000 гг. — Директор «Жилищно-ремонтное эксплуатационное объединение» Чеховского района МО
2000—2001 гг. — Заместитель начальника Управления Департамента муниципального жилья и жилищной политики Правительства г. Москвы
2001—2002 гг. — Директор ГУП ДЭЗ района «Рязанский» ЮВАО г. Москвы
2002—2003 гг. — Генеральный директор управляющей компании ЗАО «Фрегат-1»
2003—2006 гг. — Первый заместитель генерального директора ГУП «Жилищник-1»
2006—2007 гг. — Первый заместитель директора ГУП «Генеральная дирекция единого заказчика» ЮВАО г. Москвы
2007—2008 гг. — Заместитель руководителя Департамента жилищно-коммунального хозяйства и благоустройства города Москвы
2008—2011 гг. — Генеральный директор ГУ «Единая городская служба заказчика по озеленительным работам в Москве»
2011—2012 гг. — Директор ГКУ г. Москвы «Дирекция заказчика жилищно-коммунального хозяйства и благоустройства Южного административного округа»
2012—2013 гг. — Заместитель директора ГКУ г. Москвы «Дирекция по реализации проектов в области экологии и лесоводства»
2013—2015 гг. — Директор департамента планирования и экономического анализа ОАО «Ремвооружение»
2015—2017 гг. — Директор предприятия ФГУП «УСС» ФСБ России
2017—2018 гг. — Директор предприятия ФГУП «СК СУ» ФСБ России
2019—2020 гг. — Директор предприятия ГБУ "Жилищник Выхино района "Выхино-Жулебино
2020—2020 гг. — Первый заместитель главы управы по вопросу жилищно- коммунального хозяйства, благоустройства и строительства управы района Кузьминки
2020—2020 гг. — Первый заместитель главы управы по вопросу жилищно- коммунального хозяйства и благоустройства управы района Выхино-Жулебино
В 2020 г. назначен главой управы района Выхино-Жулебино